# 罗布莱恩 (路易斯安那州)
罗布莱恩（英語：Robeline），是美国路易斯安那州下属的一座村镇。根据2010年美国人口普查，该市有人口174人。建置上，属于“village”。